# Grzegorz Wódkiewicz
Grzegorz Wódkiewicz (ur. 4 lutego 1971 w Strzelnie) – piłkarz polski grający na pozycji obrońcy.

## Kariera
Karierę piłkarską Wódkiewicz rozpoczął w klubie Noteć Gębice. W 1989 roku został zawodnikiem Zawiszy Bydgoszcz, w którym w sezonie 1990/1991 zadebiutował w pierwszej lidze. W sezonie 1993/1994 spadł z Zawiszą do pierwszej ligi.
W 1995 roku Wódkiewicz odszedł z Zawiszy do Amiki Wronki. Zadebiutował w niej 29 lipca 1995 w wygranym 3:1 domowym meczu z Rakowem Częstochowa. Wiosną 1998 był wypożyczony do Zagłębia Lubin. W 1999 i 2000 roku zdobył z zespołem Amiki Puchar Polski.
Jesienią 2001 roku Wódkiewicz przeszedł z Amiki do RKS Radomsko. Rozegrał w nim 12 meczów w pierwszej lidze w rundzie jesiennej sezonu 2001/2002, a następnie trafił do Arki Gdynia. W Arce występował do końca sezonu 2003/2004. W swojej karierze grał też w Victorii Koronowo, ponownie w Zawiszy i w zespole Wdy Świecie, w której zakończył karierę w 2007 roku.
Ogółem w polskiej ekstraklasie Wódkiewicz rozegrał 201 meczów i strzelił w nich 5 goli.